# Ludwig Wassermann
Ludwig Wassermann (* 10. November 1885 in München; † 16. Juni 1941 in St. Gallen) war ein deutscher Unternehmer.

## Leben
Wassermann war der  Sohn des jüdischen Kommerzienrats und Spiritusfabrikanten Karl Wassermann (1850–1915) und dessen Ehefrau Charlotte. Nach der Grundschule und der Mittleren Reife begab er sich zur weiterführenden Ausbildung auf die Handelsschule München. Ab 1904 arbeitete Wassermann in der Firma des Vaters mit und leistete im selben Jahre seinen Militärdienst in Bayern ab. Zuvor hatte er bereits ein Semester an der Universität Berlin studiert und besuchte dort Vorlesungen in Staats- und Handelswissenschaften, Theologie und Geschichte. In den darauffolgenden Semestern wechselte er mehrmals den Studienort zwischen München, Leipzig und Erlangen. 1908 wurde er mit seiner Dissertationsschrift Der Einfluss der Technik auf die Spiritusindustrie promoviert. Bereits während seines Studiums engagierte sich Wassermann in verschiedenen universitären Gremien.
Nach dem Studium arbeitete er in der Spiritus- und Essigfabrik Max Wassermann und stieg nach dem Tod seines Vaters zum Firmenchef auf. Ab 1916 war Wassermann, der 1913 mit seinem Bruder, dem Rechtsanwalt Rudolf Wassermann, ein Buch zur Branntweingesetzgebung des Jahres 1909 herausgab, im Vorsitz vieler Gremien des Trinkspiritusgewerbes. Zudem bewarb er sich um den Titel des Kommerzienrates, der ihm aber lange Zeit – aufgrund seines noch jungen Alters – verwehrt blieb. Das Unternehmen galt als eine der florierenden Münchner Firmen, obwohl durch die Firma Riemerschmidt große innerstädtische Konkurrenz herrschte. Obwohl er jüdischer Herkunft war, unterschied Wassermann sich kaum von anderen Menschen seiner Schicht. Er zeichnete sich durch seinen Konservatismus aus, was durch seine Nähe zur Bayrischen Volkspartei belegt wird. Ungeachtet dieser patriotisch-konservativen Gesinnung wurde Wassermann am 8. November 1923 im Münchner Bürgerbräukeller im Rahmen des Hitlerputsches ohne Begründung festgenommen, tags darauf jedoch wieder freigelassen.
Weder dieses Ereignis noch die Inflation von 1923 konnten die Existenz der Firma bedrohen. Über ihren Stand in der Weltwirtschaftskrise 1929 und das weitere wirtschaftliche Ergehen der Firma ist wenig bekannt. Man darf aber davon ausgehen, dass sich das Unternehmen halten konnte. Der Untergang stellte sich erst ein, als die Nationalsozialisten 1932/33 die Macht ergriffen und durch die Nürnberger Gesetze das jüdische Leben und Wirtschaften in seinen Grundmauern erschütterten. Wassermann überschrieb „freiwillig“ sein Unternehmen 1936 in „arische“ Hände und floh gemeinsam mit seiner Frau nach St. Gallen in die Schweiz. Dort gewährte man dem jüdischen Ehepaar Asyl. Dort verfasste Wassermann seine Schrift Über vorsichtige Vermögensanlage der Handelsschule St. Gallen.
Das sichere Leben für die Juden dort hing oft von Einzelperson wie Paul Grünninger ab, die sich gegen die NSDAP-Ortsgruppen und viele Bürger wehrten. Nach Grünningers Tod wurden alsbald viele jüdische Asylanten ausgewiesen, sie erwartete nicht selten die Ermordung in den Konzentrationslagern.
Wassermann starb am 16. Juni 1941 in St. Gallen und hinterließ seine Frau Cilly, die kurz nach seinem Ableben nach Kuba emigrierte.

## Werke
- Der Einfluss der Technik auf die Spiritusindustrie, eine ökonomische Monographie des deutschen Branntweingewerbes. Inaugural-Dissertation, Duncker und Humblot, 1909.
- mit Rudolf Wassermann (Hrsg.): Branntweinsteuergesetz vom 15. Juli 1909 in der Fassung des Gesetzes vom 14. Juni 1912. Mit den wichtigsten Vollzugsvorschriften. Textausgabe mit Anmerkungen. Schweitzer, München/Berlin/Leipzig 1913
- Ueber vorsichtige Vermögensanlage. Fehr’sche Buchhandlung, 1937.